# ロバートザデヴィル
ロバートザデヴィル（Robert the Devil,1877-1889）はイギリスのサラブレッドである。19世紀の専門家による投票では、19世紀の名馬ベスト10位に選出された。
特に3歳時（1880年）には、当時ヨーロッパ最高賞金のパリ大賞典をはじめ、イギリスのセントレジャーステークス、ロシア皇太子ハンデキャップなどの高額賞金競走を勝ち、この年のヨーロッパの最良の3歳牡馬となった。
ロバートザデヴィルとベンドアは「宿敵」としてよく知られており、5度の対戦でロバートザデヴィルが3回勝っている。
なお、公式記録ではロバートザデヴィルはダービーでベンドアに敗れて2着に終わったことになっているが、後世の研究でこのときベンドアには重大な不正があったことが確認されており、ロバートザデヴィルは本来は優勝馬となるべきであった。
種牡馬としてはそれほど成功しなかった。

## ベンドアと好対照の出自
ロバートザデヴィルとベンドアの父系は、いずれもストックウェル(Stockwell)に行き着く。ストックウェルは1860年代にイギリスの種牡馬チャンピオンに7回輝き、その仔ブレアーアソール(Blair Athol)も1870年代に4回種牡馬チャンピオンになっている。ベンドアは英ダービー馬ドンカスターの仔であり、ストックウェルの孫にあたる。
一方、ロバートザデヴィルはストックウェルの曾孫にあたるが、こうした華々しい系統からは外れていた。祖父のザデューク(The Duke)はグッドウッドカップに勝ち、アイルランドのダービー勝馬を2頭出していたが、当時のアイルランドはイギリスの一地方に過ぎず、本場で通用しない二流馬が出るような田舎競馬に過ぎなかった。父馬のバートラム(Bertram)も1872年にキングズスタンドステークスを勝った程度の短距離馬だった。
ベンドアを生産したのは、最高格の貴族であるウェストミンスター公爵で、その母馬は三冠馬ロードリヨン(Lord Lyon)の叔母にあたる血統、ということになっている（詳細は後述）。
一方、ロバートザデヴィルを生産したのはチャールズ・ブリューワー（Charles Brewer）という賭博師だった。母馬はバートラムを交配される前年は死産で、「キャストオフ(Cast Off＝「打ち棄てられた」)」という名前の通り、ケンブリッジシャーのソヘム（Soham）近くの湿地帯で野生馬のようにほとんど放置されて飼われていた。
ロバートザデヴィルは、体高16.2ハンド（約168センチメートル）と大柄な鹿毛馬に成長し、激しい気性の持ち主だった。ロバートザデヴィルを描いた絵をよく見ると、前へ出ようとする気性が強すぎる馬を抑えこむために用いる大勒(en:Double bridle)を装着していることがわかる。19世紀にはしばしば用いられた頭絡だが、現代の平地競馬ではほとんど見られない。
馬主のブリューワーは、ロバートザデヴィルをニューマーケットのアッパーステーション・ロードに厩舎を開いていたチャールズ・ブラントン（Charles Blanton）調教師に預けた。出走させる際の登録上はブリューワーの名義だったが、実際にはロバートザデヴィルの権利の半分をブラントン調教師に売り、共有馬となっていた。

### 馬名
馬名になっている「Robert the Devil（悪魔ロバート）」(en:Robert the Devil)というのは、もともとは中世ノルマン人の伝承で、自分が悪魔の子であることを知った騎士の物語である。少なくとも13世紀の文献にはこの説話が登場し、一説では悪魔公と呼ばれたロベール1世 (ノルマンディー公)がモデルとされている。
この伝承を基にして、1831年にジャコモ・マイアベーアがオペラ『悪魔のロベール(Robert le diable)』を作った。このオペラに登場するロベールの本当の父が悪魔ベルトラム（Bertram）という。本馬の父馬の名前がBertramである。

## 競走馬時代
※本節では、出典に基づき、イギリスの貨幣の単位としてポンド、ソブリン、ギニーを用いている。本記事では100ギニー＝105ポンド＝105ソブリンに相当するものとして通算しているが、ロバートザデビルが現役の19世紀後半は現在とは貨幣制度が異なるため、単純に換算できるとは言い切れない。詳細はイギリスの紙幣と硬貨の一覧などを参照。フランスでの賞金は本来はフランスフランだが、出典に従ってポンドに換算して記述している。

### 2歳時（1879年）
ロバートザデヴィルは2歳時に2戦しかしていない。2戦とも勝って2,279ポンドを稼いだが、そのうち2,067ポンドは7月下旬のデビュー戦、グッドウッド競馬場のラスメモリアルステークス（Rous Memorial Stakes）優勝で獲得したものである。
このグッドウッド開催で、ベンドアは主要2歳戦の一つリッチモンドステークスに出走して優勝しており、これを含めてベンドアはこのシーズン5戦5勝の成績をおさめた。一方、ロバートザデヴィルは主要な2歳戦にはまったく出走せず、秋にニューマーケット競馬場でファーストオクトーバーステークス（First October Stakes）という賞金212ソブリンの小レースを勝っただけだった。
イギリスでは冬の間は平地競馬は行われないが、翌年のダービーなど大レースの前売り馬券は早くから売りに出される。早ければ早いほど、馬の実力や相手関係が未知数だし、その馬がダービーに出走するかどうかさえわからないが（買った馬が出走しなくても払い戻しされない）、そのぶんだけ高い倍率で馬券を買うことができる。この世代のダービーの前売り馬券の1番人気になったのは5戦無敗のベンドアで、8倍の倍率がついた。ついで、最も重要な2歳戦であるミドルパークプレートの優勝馬ボーデザート（Beaudesert）9倍になったが、ロバートザデヴィルは、主要2歳戦に出なかったにもかかわらず注目を集めており、これに並んで9倍だった。

### 3歳時（1880年）
ロバートザデヴィルはオフシーズンの間もダービー有力候補として注目を集め続けたが、とりわけ競馬関係者のなかで広く人気を集め、シーズン前の3月6日の時点で、前売り単勝馬券の倍率は約7.66倍になったと報じられている。
ロバートザデヴィルの3歳緒戦は4月13日のニューマーケット競馬場でのバイエニアルステークス（Biennial Stakes、賞金575ソブリン）で、9頭中1番人気になった。騎手はトム・キャノン（Tom Cannon）である。しかし、ロバートザデヴィルは「非常に激しい争い」の末に、アポロ（Apollo）という馬にアタマ差で敗れた。アポロの負担斤量はロバートザデヴィルよりも4ポンド（約1.81kg）軽かった。この敗戦を受けて、ロバートザデヴィルのダービーの前売り馬券の人気が下がり、倍率は13.5倍にまで上がった。

#### ダービーの激戦
この年のダービーは、後世に「クラシック競走史上、最も激しかったレース」の一つにあげられている。
5月26日にエプソム競馬場で行われたダービーは、好天のため非常に堅い馬場になり、怪我を恐れて出走を取り消すものが多く出た。最終的に出走したのはわずか19頭に減ってしまった。出走馬が少なかったにもかかわらず、競馬場には大観衆が詰めかけ、パドックを大観衆が取り囲んで馬が移動できなくなったり、観衆が走路にまで溢れだしたせいでレースの発走は予定時刻より1時間あまり遅れた。
フレッド・アーチャー騎手が乗るベンドアが単勝3倍の1番人気だった。アーチャー騎手はダービーの1ヶ月前に右腕の筋肉を馬に食いちぎられるという重傷を負っており、まともに騎乗出来る状態ではなかったが、医者を欺いて騎乗にこぎつけた。アーチャー騎手は腕を鉄板で固定して臨んだが、そのせいでベンドアは他の馬よりも1ポンド重い斤量を背負ったことになった。（詳細はフレッド・アーチャー#ベンドアでのダービーの逸話参照。）。
E・ロシター（Rossiter）騎手が乗るロバートザデヴィルは単勝8倍の2番人気となった。
ロシター騎手はロバートザデヴィルをうまく発馬させ、すぐに2番手につけた。一方のベンドアは後手を踏んで後方からの競馬になった。ロバートザデヴィルは順調に先行した。丘の登り降りも無難にこなし、最終コーナーをまわって直線に入る頃と先頭になった。ベンドアのほうはスピードがつきすぎてコーナーをうまく回れず、内ラチに激突しそうになった。アーチャー騎手は片足をベンドアの首の上に乗せてなんとか難を逃れたが、鞭を落としてしまった。
残り200メートルというあたりで、ロバートザデヴィルは1頭だけ抜けた先頭になり、観客にはロバートザデヴィルの勝利は間違いないと思われた。しかしロシター騎手はライバルのベンドアを見失っており、余裕がありそうだと考えたロシター騎手は後ろを見回した。このときアーチャー騎手はベンドアを片腕で御して徐々に進出させ、既にロバートザデヴィルのすぐ後ろまで接近していた。ロシター騎手が油断した隙を突いて、アーチャー騎手は一気にベンドアをスパートさせ、ロバートザデヴィルに出し抜けを食わせた。ロバートザデヴィルも素晴らしい反応を見せて食い下がり、猛烈な争いの末、ベンドアがアタマ差だけ先にゴールに入った。
数々の不利をはねのけ「見事に」1番人気に応えたアーチャー騎手の騎乗は、生涯でダービー5勝をあげた中でも最も有名な騎乗の一つとされており、ダービーの歴史に残る名騎乗とも言われている。2頭の実力には差がなく、明暗を分けたのは、アーチャー騎手の腕前によるものだと考えられている。

#### その後の騒動
ダービーのあと、大騒動が起きた。勝者のベンドアに対し、替え玉疑惑が浮上したのである。
ウェストミンスター公爵の牧場にいた時代のベンドアを担当していた男が、死の床で、ベンドアとタドキャスター(Tadcaster)という馬が入れ替わっていた事を告白していた、という事実が明るみに出た。これが本当であれば、ベンドアの全出走履歴は無効となる。この騒動は1844年に起きたランニングレイン事件（不正を行って4歳馬を出走させて優勝した事件）以来、競馬における最大のスキャンダルだと言われている。
この話に拠ると、ベンドアとタドキャスターは見た目がそっくりで、牧場時代からしばしば取り違えが起きていた。最後に牧場から調教師のもとへ届けられる際に、取り違えたまま送り出してしまったのだという。10日間に及ぶ関係者への聞き取り調査が行われた。当時は牧場の記録もしっかり残っておらず、すべて関係者の記憶による証言に基いていた。結局、この異議は却下された。例の告白をした男は、ウェストミンスター公爵の牧場をクビになっており、その腹いせにデタラメを言ったのだ、ということになった。こうして公式にベンドアの優勝が確定した。
2011年に、ケンブリッジ大学の遺伝子学の調査チームによる検証が行われた。イギリスの各地には、18世紀の競走馬エクリプスをはじめ、様々な名馬の遺骨が残されており、これらから採取したDNAと現代の血統書の突き合わせが行われた。この結果、18世紀に遡るジェネラルスタッドブックなどの血統書は、「思っていた以上に」正確であることが確認された。しかし、ベンドアの遺骨から得られたDNA調査によって、ベンドアとタドキャスターは確かに入れ替わっていたことが裏付けられた。

#### ヨーロッパ最高賞金のパリ大賞典
ダービーでの敗戦からまもなく、ロバートザデヴィルはフランス遠征を行った。6月6日のパリ大賞典はパリ郊外にあるロンシャン競馬場の3000メートルで行われ、フランスの一流馬とイギリスの一流馬との対戦を実現するために、当時のヨーロッパでは最高額である4000ポンドの優勝賞金を提供していた。
フランス側では、プール・デッセ・デ・プーランを勝ってきたルデストリエ（Le Destrier）を筆頭に、8頭のフランス馬がロバートザデヴィルを迎え撃った。唯一のイギリス馬ロバートザデヴィルは2.5倍の1番人気に支持された。ロシター騎手は先行集団の後ろにつけ、5番手で直線を向いた。そこからスムーズに加速し、前を行く馬を抜き去って、最後は1馬身差をつける楽勝だった。2着にはルデストリエが入った。ロバートザデビルを共有する二人の馬主は、賞金のうち200ポンドをパリの貧困層のために寄付した。

#### 秋へ向けて
パリ大賞典のあと、ロバートザデヴィルはストックブリッジ競馬場(Stockbridge Racecourse)で出走した。ロバートザデヴィルに挑もうという相手はおらず、1頭で走って賞金400ポンドを手にした。
ロバートザデヴィルは、次にニューマーケット競馬場で7月に行われるミッドサマーステークスに3.75倍の本命で出走した。ロバートザデヴィルよりも11ポンド（約4.99kg）軽い斤量を背負った牝馬のシポラータ（Cipolata）が後続を大きく離して大逃げを行い、ロバートザデヴィルはゴールまで残り1/4マイル（約402m）から激しく追い上げて差を詰めたが、あと半馬身のところでゴールとなり、シポラータが逃げ切ってしまった。
ベンドアの方は、この頃に前述の不正疑惑が決着し、セントジェームズパレスステークスを勝って、デビュー以来の無傷の連勝を7に伸ばした。

#### セントレジャーの対決
9月15日にドンカスター競馬場で行われたセントレジャーステークスに、ベンドアとロバートザデヴィルが揃い、両馬の2度めの対戦になった。7連勝中のベンドアが1番人気で単勝1.8倍で、前走で軽ハンデの牝馬に不覚を取ったロバートザデヴィルは単勝5倍で2番人気になった。
当日は朝からひどいどしゃ降りで、滝のような雨で走路にも水がたまり、馬場は非常にぬかるんでいて、発送時刻の4時になっても強い雨が降り続いていた。トム・キャノン騎手(Tom Cannon)は、ベンドアを先に行かせてその後ろに位置どった。残り600メートルあたりで行きっぷりが怪しくなったベンドアとは対照的に、ロバートザデヴィルは素晴らしい伸びを見せて後続を3馬身離して勝った。2着にはシポラータが入り、ベンドアは6着に沈んだ。ロバートザデヴィルはこの勝利で6025ポンドの賞金を獲得したが、馬主両名はロバートザデヴィルの馬券で8万ポンド以上の払い戻しを受けたと伝わっている。

#### 3度めの対決
2週間後の9月28日、賞金2697ポンドが出る高額賞金競走グレートフォールステークス(Great Foal Stakes)で、ロバートザデヴィルとベンドアは3度めの対戦を迎えた。今度はロバートザデヴィルが本命に推された。
最後の1ハロンで叩き合いになり、ダービー馬ベンドアがロバートザデヴィルよりアタマ1つだけ前に出た。しかし、ロバートザデビルも激しく差し返し、最後の完歩で逆転し、アタマ差でロバートザデヴィルが勝った。

#### イギリス最大のハンデ戦
秋のニューマーケット競馬場の目玉競走はロシア皇太子ハンデキャップとケンブリッジシャーハンデキャップの二連戦で、両競走の勝ち馬を予想する「秋の重勝（Autmumn Douvble）」馬券は、イギリス国内で1年で最も馬券が売上が多い。ロシア皇太子ハンデキャップは『イギリス最大のハンデ戦』と称されており、おおよそ2マイル1/4（正確には、当時の表記で2マイル2ハロン28ヤードであり、約3647メートルにあたる。）で行われる。
ロシア皇太子ハンデキャップへ向けて、ロバートザデヴィルにはもともと8ストーン4ポンド（約52.61kg）のハンデキャップが公示されていたが、セントレジャーの勝利で2ポンド加増されて8ストーン6ポンド（約53.52kg）となった。過去、3歳馬がそれほどの重いハンデキャップを背負って勝った例はなく、歴代の優勝馬のうち3歳馬でハンデが一番重かったものでも8ストーン（約50.80kg）までだった。馬主のブリューワーは出走させないつもりでいたが、友人たちの圧力に抗いきれず、やむなく出走させた。
10月12日の競走当日には21頭が出走した。ロバートザデヴィルの単勝は9.5倍だった。7ストーン6ポンド（約47.17kg）を背負うシポラータと6ストーン2ポンド（約39kg）のザスター(The Star)が5.5倍で1番人気を分け合った。ロバートザデヴィルは序盤は後方に控え、ゴールまで残り400メートルあたりでスパートすると、最後は余裕を持ってゴールした。4馬身離れた2着にはシポラータが入った。
3歳馬がこれほどのハンデを背負ってこの大レースを勝つのは空前のことで、「近代の3歳馬による最も偉大な勝利」、「（1865年に三冠を達成した）グラディアトゥールに匹敵する偉業」などと報じられ、ロバートザデヴィルの全勝鞍の中でもっとも重要なものの一つとみなされている。ロバートザデヴィルが得た賞金は1382ポンドだったが、馬主たちはここでも馬券で8万ポンドを稼いだと報じられている。
2週間後のケンブリッジシャーハンデキャップの負担重量はもともと9ストーン（約57.15kg）が予定されていたが、ロシア皇太子ハンデキャップの勝利の結果、1ストーン加増されて10ストーン（63.50kg）となり、出走を取りやめた。

#### 4度目の対決
ロシア皇太子ハンデキャップの勝利から2日後、チャンピオンステークスでまたもやベンドアとの対戦になった。ロバートザデヴィルのロシター騎手はスタートから先頭を走るように指示されていた。ロバートザデヴィルはそれに応え、10馬身もの差をつけてライバルのベンドアを破った。2頭の接戦を予想していた大観衆は、この結果に「仰天」したが、優勝タイムも「驚異的」な早さだった。
このシーズンにロバートザデヴィルが稼いだ賞金は18000ポンドあまりになり、過去に例を見ないほどの額になった。この世代で、1880年に5つも大レースを勝ったのはロバートザデヴィルが唯一で、「イギリス最良の3歳馬」「これまでで最高の3歳馬」と言われるようになった。
このあと、二人の馬主はロバートザデヴィルを売りに出した。12000ポンドの値がつき、あるオーストラリア人は13000ポンドを提示したが、馬主が考えていた最低売却価格は15000ポンドで、取引は成立しなかった。

### 4歳時（1881年）
ロバートザデヴィルの4歳緒戦は盛り上がりに欠けるものだった。というのも、ロバートザデビルが出走した5月のニューマーケット競馬場のローズベリープレート(Rosebery Plate)には、ロバートザデヴィルに挑戦しようという馬が1頭もいなかったのである。ロバートザデヴィルは1頭でこの競走を走り、賞金を受け取った。
一方、ベンドアは、4月のシティアンドサバーバンハンデキャップを、重ハンデを背負わされながらも見事な走りで勝った。

#### ベンドアとのマッチレース
6月3日、エプソム競馬場のダービー開催でロバートザデヴィルはベンドアと5度目の対戦を迎えた。ダービーと同じ距離である1マイル半のエプソムゴールドカップである。馬券はロバートザデヴィルのほうが人気があった。ベンドア以外の登録馬は全て出走を辞退したため、ロバートザデビルとベンドアの2頭による事実上のマッチレースになり、前例のない未曾有の激しい競走になると観衆の注目を集めた。
アーチャー騎手はベンドアを抑えてロバートザデヴィルを先に行かせた。最後の200メートルでベンドアがスパートし、ロバートザデヴィルより少しだけ前へ出た。ロバートザデヴィルも食い下がったが、結局リードを奪い返すことはできず、最後はクビ差でベンドアが先着した。ベンドアの方には余力があり、予想外の楽勝だったと伝えられている。ダービーと同コース・同距離のレースだったが、走破タイムの2分40秒はダービーレコードよりも3秒早かった。1マイル半（約2414メートル）という距離は当時の価値観では長い距離とはいえず、イギリスの『スポーティング・タイムズ』紙(The Sporting Times)はロバートザデヴィルにとっては距離不足で、本番のアスコットゴールドカップ（2マイル半＝約4023メートル）では逆転するだろうと分析したが、同時に「後世まで語り継がれる名レース」だと評している。

#### アスコットゴールドカップ
このあと、ロバートザデヴィルはロイヤルアスコット開催へ転戦し、開催中2回出走した。
1戦目がイギリス古馬戦を代表するアスコットゴールドカップで、前年に連覇を果たして引退した2歳年上のアイソノミーが、ロバートザデヴィルと雌雄を決するために特別にカムバックするという夢の様なプランもあったが、結局それは実現しなかった。ライバルのベンドアもアスコットゴールドカップを回避した。めぼしい相手は、同世代の2000ギニー優勝馬ペトローネル（Petronel）と、アメリカ産の3歳馬でこの年のパリ大賞典の優勝馬フォックスホール(Foxhall)になった。
ロバートザデヴィル陣営は、ペースメーカーとしてエグゼター(Exeter)という馬を用意した。エグゼターは3馬身ほど離して逃げ、ロバートザデヴィルがこれに続き、さらにフォックスホールが3番手、その後ろにペトローネルが追走した。ゴールまで残り1600メートルあたりでペースが上がり、直線に入るとロバートザデヴィルが先頭に立って2番手以降を引き離し、5馬身差で優勝した。エグゼターもよく粘り、ゴール寸前でペトローネルにクビ差だけ捕まったが、3着に入った。レースのあと、某貴族からロバートザデヴィルとエグゼターを買いたいという申し出があったが、20000ポンドという売値を聞いて諦めた、と報じられた。
その2日後、ロバートザデヴィルは3マイルのアレクサンドラプレート(Alexandra Plate)に出走し、優勝した。アスコットゴールドカップとアレクサンドラプレート(1865年創設)を制覇したのは史上2頭めだった。
ロバートザデビルはそれ以降出走せず、秋に現役引退が発表された。

### 競走馬としての評価
ロバートザデヴィルがデビューまでに要した費用は2250ギニー（2,625ポンドに相当）だったと伝えられている。これをデビュー戦で取り戻し、引退するまでに25000ポンドあまりを稼いだ。
当時の新聞には、「ニューマーケットで走った中で、最も人気のあった競走馬」「我々が長年に渡り見てきた中で最良の3歳馬」「ロバートザデヴィルとアイソノミーは現代の最良の2頭として記憶に残るに違いない」といった評価が残されている。
1886年5月の『スポーティング・タイム(The Sporting Times)』誌は、競馬専門家100人による19世紀のイギリス競走馬のランキングを発表した。この中でロバートザデビルは31票を集めて10位にランキングされた。ベンドアは22位だった。
1889年にロバートザデヴィルが死んだ際には「競馬史上、最もエキサイティングな出来事のいくつかにロバートザデヴィルが関わっている」と評された。

## 種牡馬時代
ロバートザデヴィルは8000ギニー（＝8400ポンド）で種牡馬として売却され、種付け料50ポンドをとる種牡馬となった。ロバートザデヴィルの代表産駒は、シャンペンステークス優勝馬のチッタボブ(Chittabob)、ロウザーステークス優勝馬のエルディアブロ(El Diablo)、ダービー3着のヴァンディーマンズランド(Van Dieman's Land)である。しかし、ロバートザデヴィルの種牡馬としての成功は限定的である。
ロバートザデヴィルは1889年の春にバークシャーのビーナム(Beenham)牧場で死んだ。死後、その亡骸は剥製にされ、現在もニューマケットのギブソン馬具店(Gibson's Saddlers Shop)で展示されている。
ライバルだったベンドアはスピードを伝える種牡馬として大成功し、巨大な父系を築いた。その子孫は現代の主流血脈になっている。なお、ベンドアの1歳年下の全妹にローズオブランカスター(Rose of Lancaster)という牝馬がおり、その孫にローベルルディアブル(Robert le Diable)という牡馬がいる。ロベールルディアブルは20世紀初頭にドンカスターカップやシティアンドサバーバンハンデキャップ（エプソム競馬場の大レース）を勝って種牡馬になっている。

## 血統表
| Robert the Devilの血統 | Robert the Devilの血統       | Robert the Devilの血統 | （血統表の出典） | （血統表の出典） |
| 父 Bertram 1869        | 父の父The Duke 1862          | Stockwell              | The Baron        | The Baron        |
| 父 Bertram 1869        | 父の父The Duke 1862          | Stockwell              | Pocahontas       |                  |
| 父 Bertram 1869        | 父の父The Duke 1862          | Bay Celia              | Orlando          | Orlando          |
| 父 Bertram 1869        | 父の父The Duke 1862          | Bay Celia              | Hersey           |                  |
| 父 Bertram 1869        | 父の母Constance 1852         | Faugh-a-Ballagh        | Sir Hercules     | Sir Hercules     |
| 父 Bertram 1869        | 父の母Constance 1852         | Faugh-a-Ballagh        | Guiccioli        |                  |
| 父 Bertram 1869        | 父の母Constance 1852         | Milk Maid              | Glaucus          | Glaucus          |
| 父 Bertram 1869        | 父の母Constance 1852         | Milk Maid              | Dame Durdan      |                  |
| 母 Cast Off 1866       | 母の父The Promised Land 1856 | Jericho                | Jerry            | Jerry            |
| 母 Cast Off 1866       | 母の父The Promised Land 1856 | Jericho                | Turquoise        |                  |
| 母 Cast Off 1866       | 母の父The Promised Land 1856 | Glee                   | Touchstone       | Touchstone       |
| 母 Cast Off 1866       | 母の父The Promised Land 1856 | Glee                   | Harmony          |                  |
| 母 Cast Off 1866       | 母の母Wanona 1854            | Womersley              | Birdcatcher      | Birdcatcher      |
| 母 Cast Off 1866       | 母の母Wanona 1854            | Womersley              | Cinizelli        |                  |
| 母 Cast Off 1866       | 母の母Wanona 1854            | Hampton mare           | Hampton          | Hampton          |
| 母 Cast Off 1866       | 母の母Wanona 1854            | Hampton mare           | Cervantes mare   |                  |
| 母系(F-No.)            | 1号族(FN:1-a)                | 1号族(FN:1-a)          | 1号族(FN:1-a)    | [ § 2 ]          |
| 出典                   | 1. 2.                        | 1. 2.                  | 1. 2.            | 1. 2.            |

- 5代血統表中の近親交配[64]
  - Sir Hercules　4×5
  - Guiccioli 4×5
  - Birdcatcher 5×4
  - Touchstone 5×(4*5)
- ※「Touchstone 5×(4*5)」は、父方の5代前、母方の4代前と5代前に、Touchstoneが出てくることを意味する。
- ※上記のほか、父馬Bertramの血統中にGlaucus (5*4)の近親交配がある。（母方の5代以内にはGlaucusは登場しないため、ロバートザデヴィル自身で発生している近親交配ではない。）

19世紀のニューマーケットの競馬評論家ジョセフ・オズボーン(Joseph Osborne)によるロバートザデヴィルの血統評価は、様々な新聞に取り上げられた。
これによると、名馬を生産するには異系の血を適正にミックスすることが必要だという定説を信奉している人々に対し、そんなのは単なる偶然だということをロバートザデヴィルの血統が示している。というのも、5代血統表を眺めた程度では、確かにロバートザデヴィルは影響力のある強い近親交配はみられず、様々な血統が取り入れられているように見える。しかし8代前まで遡ればWaxyが11回も出てきて、「Waxyの近親交配をしすぎている」ようにも解釈できる。